# Chrysopidia flavilineata
Chrysopidia flavilineata är en insektsart som beskrevs av C.-k. Yang och X.-x. Wang 1994. Chrysopidia flavilineata ingår i släktet Chrysopidia och familjen guldögonsländor. Inga underarter finns listade i Catalogue of Life.